# Chloe Kimová
Chloe Kimová (* 23. dubna 2000 Long Beach) je americká snowboardistka. Pochází z rodiny jihokorejských přistěhovalců. Od dětství trénovala ve Švýcarsku a v kalifornském Mammoth Mountain Ski Area, v roce 2009 debutovala na TTR World Snowboard Tour a od roku 2013 je členkou snowboardové reprezentace USA.
Na Zimních olympijských hrách mládeže 2016 zvítězila na U-rampě i ve slopestylu. Je pětinásobnou vítězkou X Games v disciplíně superpipe. Při svém debutu na Zimních olympijských hrách 2018 získala zlatou medaili na U-rampě ziskem 98,25 bodů. Stala se tak historicky nejmladší olympijskou vítězkou v soutěžích na sněhu. Je také mistryní světa z roku 2019 a vyhrála ve své kariéře sedm závodů Světového poháru.
V roce 2016 se stala první ženou, která zvládla na snowboardu obrat o 1080 stupňů. V roce 2018 jí byla udělena ESPY Award pro sportovkyni roku. Objevila se také na obálce časopisu Sports Illustrated. Od roku 2019 studuje na Princetonské univerzitě. Podpořila neziskovou organizaci Protect Our Winters, požadující zavedení opatření zpomalujících globální oteplování.